# Rumäniens herrlandslag i vattenpolo

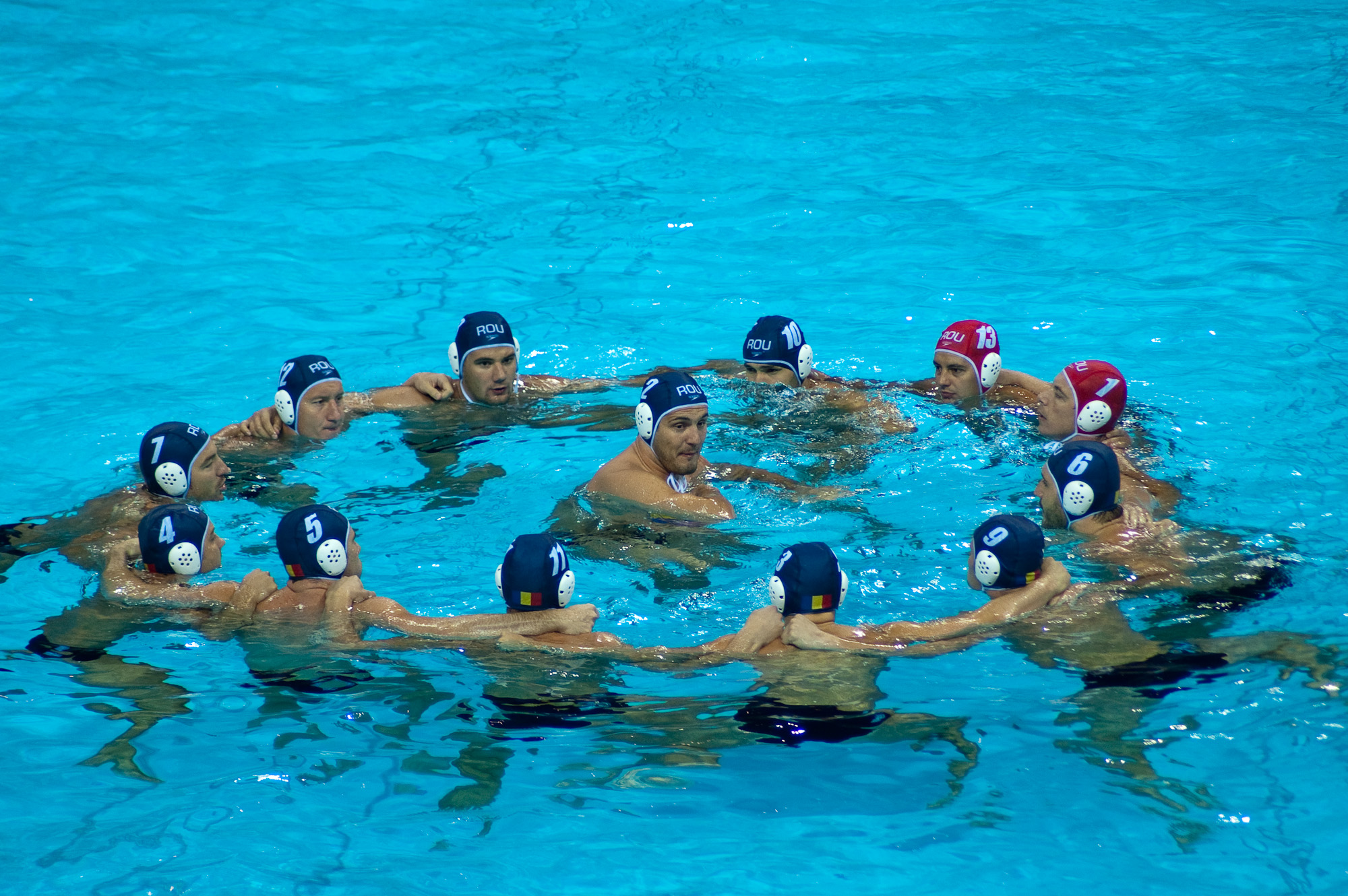
Rumänien i matchen mot USA vid 2012 års olympiska turnering i London.

Rumäniens herrlandslag i vattenpolo representerar Rumänien i vattenpolo på herrsidan. Laget slutade på femte plats vid världsmästerskapet 1975.

### Fotnoter
1. ↑  Todor Krastev (17 mars 1975). ”Men Water Polo World Championship 1975 Cali (COL) - 19-25.07 Winner Soviet Union” (på engelska). Sport Statistics. Arkiverad från originalet den 27 juni 2015. https://web.archive.org/web/20150627043401/http://todor66.com/Water_Polo/World/Men_1975.html. Läst 26 juni 2015.